# (158520) Ricardoferreira
(158520) Ricardoferreira est un astéroïde de la ceinture principale.

## Description
(158520) Ricardoferreira est un astéroïde de la ceinture principale. Il fut découvert le 19 mars 2002 à Fountain Hills (Arizona) par Charles W. Juels et Paulo R. Holvorcem. Il présente une orbite caractérisée par un demi-grand axe de 2,68 UA, une excentricité de 0,08 et une inclinaison de 28,9° par rapport à l'écliptique.

## Compléments